# Hellcats
Hellcats è una serie televisiva a tema adolescenziale statunitense ambientata nel mondo delle cheerleader, che va in onda dall'8 settembre 2010 sul network The CW. La serie è ideata da Kevin Murphy, prodotta da Tom Welling e basata sul libro Cheer: Inside the Secret World of College Cheerleaders della giornalista Kate Torgovnick.
Il 17 maggio 2011 la serie è stata ufficialmente cancellata dalla The CW, dopo la produzione di una sola stagione.
In Italia è stata trasmessa dal 26 luglio 2011 da Mya, canale della piattaforma Mediaset Premium. In chiaro, invece, è stata trasmessa dal 20 agosto 2012 da Italia 1.

## Trama
Marti è una giovane studentessa della facoltà di legge con un passato da ginnasta. Quando i tagli al budget scolastico e la costante noncuranza della madre le fanno perdere la borsa di studio, si unisce agli Hellcats, la squadra di cheerleader del college che compete a livello agonistico, per cercare di riottenerla.

## Personaggi e interpreti

### Personaggi regolari
- Marti Perkins, interpretata da Aly Michalka.
Una studentessa di Memphis, Tennessee. Descritta come "terribilmente intelligente", si unisce agli Hellcats per avere una possibilità di continuare la scuola di legge, dopo che sua madre le ha fatto perdere la borsa di studio. È la flyer delle Hellcats, ha avuto una relazione fulminea con Dan ed una con Lewis. Alla fine trova l'amore nel suo professore di legge, Julian, stringendo con lui un rapporto maturo. Aiuta Travis ad essere scarcerato e comincia a ricercare il padre creduto morto da sempre, trovando anche una sorellastra, Deidre. Nell'ultimo episodio dopo aver scoperto le menzogne di sua sorella, fugge via da lei, per raggiungere il padre ritrovato, con cui aveva parlato al telefono (sebbene lui fosse convinto fosse Deidre), intimando alla sorella di non essere lì al suo ritorno.
- Savannah Monroe, interpretata da Ashley Tisdale.
Il capitano degli Hellcats. Descritta come "minuta e vivace", ma con una “feroce intensità”, inizialmente si scontra con Marti, ma poi si rende conto che potrebbe essere esattamente quello di cui la squadra ha bisogno per vincere il campionato. Ha frequentato la Memphis Christian. È la zia di Joseph Monroe, figlio del suo ex-fidanzato. Scrive sempre qualcosa sulle braccia delle compagne(vola, guarisci presto ecc.). Ha una relazione con Dan, che era stata messa a dura prova dopo che aveva scoperto della relazione di Marti e Dan. Sono tornati insieme. Ha perso la borsa di studio a causa di una F datale dal tribunale scolastico per aver copiato un compito al suo primo anno (Teoria dell'evoluzione, che lei a quel tempo faticava ancora a credere fosse vera). Lei si ricongiunge con la sua famiglia negli ultimi episodi, anche se perde il padre che fugge di casa a causa delle sue frodi per cui era stato incriminato. Nell'ultimo episodio annuncia di non poter essere più capo cheerleader lasciando il ruolo ad Alice. Lei è molto amica di Lewis. Da bambina era molto amica con l'Odiosa Kathy, a causa di un litigio tra le due, Savannah stessa le ha dato quel soprannome e le due non sono state più amiche fino alla festa pre-natal di Charlotte hanno dato l'idea di voler tornare amiche.
- Alice Verdura, interpretata da Heather Hemmens.
È la flyer degli Hellcats. È descritta come pericolosamente narcisista e una “bellezza slanciata con una spossante disinvoltura newyorkese”. Alice è costretta alla panchina a causa di un infortunio al polso ed è infastidita dall'idea che Marti prenda il suo posto in squadra. Successivamente è tornata ad essere un fondamentale membro della squadra. Ha avuto una relazione con Lewis, di cui è sempre rimasta innamorata, ed una con Jake, stella del football. Negli ultimi episodi della prima stagione si è impegnata per far litigare Kathie e Lewis ed ha partecipato con lui alla gara di ballo per vincere una macchina per il padre del ragazzo, tornando nuovamente insieme a lui. Nell'ultimo episodio contrae lo stafilococco. Aveva problemi di alcoolismo e con suo padre, che risolve nel finale.
- Lewis Flynn, interpretato da Robbie Jones.
La base della squadra degli Hellcats. Descritto come un estroverso, rilassato e amante dell'azione, entrò a far parte della squadra per sfidare gli altri ragazzi della sua confraternita, ma subito se ne innamorò. Ha avuto una breve storia con Alice ed è istantaneamente attratto da Marti infatti dopo un po' di tempo si mettono insieme ma poi si lasciano perché Lewis scopre che Marti l'ha tradito con Dan. Lewis è entrato nella squadra sotto consiglio della vecchia fidanzata e con l'aiuto di Savannah, a cui è rimasto legato, aiutandola anche con un compito copiato, decidendo anni dopo di addossarsene la colpa. Aveva cominciato con una relazione con l'Odiosa Kathie ed era riuscito a far riconciliare la ragazza con Savannah. Regalando alla fine a quest'ultima due tarantole come quelle che aveva da bambina. Dopo un litigio con Kathie e tornato fidanzato con Alice, incombendo però nell'ira della ex-fidanzata intenzionata a vendicarsi, orchestrando un modo per tenerlo lontano dalle gare.
- Dan Patch, interpretato da Matt Barr.
Uno studente poco convenzionale descritto come un "seduttore" che è "molto loquace". È l'amico platonico di Marti, ma, in realtà, ha una cotta segreta per lei. Successivamente si fidanzerà con Savannah. Ha avuto molte ragazze e durante le superiori ha perso la verginità con Marti. E seriamente innamorato di Savannah, sebbene ci fossero continue problemi tra loro anche a causa del padre della ragazza che per i suoi imbrogli economici aveva ritardato la pensione al padre del ragazzo. I due si sono riconciliati quando il padre di Savannah è fuggito. Sebbene lui conosca ogni fattore della vita di Marti e sia reso noto di essere sempre pronto a consolarla, ha fatto intendere alla ragazza che tra lei, la sua migliore amica, e Savannah, la sua ragazza, avrebbe scelto indubbiamente la seconda (per esempio Dan sapeva che il compito era stato copiato dalla ragazza e non da Lewis e non l'ha detto a Marti). Amante del cinema, particolarmente di zombie, è riuscito ad entrare nella facoltà di cinema creando un brillante film sugli zombie con protagonisti gli hellcats.
- Vanessa Lodge, interpretata da Sharon Leal.
Allenatrice della squadra ed ex cheerleader negli Hellcats, lavora costantemente per fare in modo che il suo team si posizioni al meglio nelle competizioni. Stava per sposarsi con il suo storico fidanzato, per poi tornare insieme al suo ex e coach della squadra di football, Red Raymond. Nell'ultimo episodio della prima stagione perde il suo lavoro a causa dell'ex-moglie di Red deciso a rovinare l'uomo e la sua precedente amante.
- Wanda Perkins, interpretata da Gail O'Grady.
Madre di Marti, lavora al pub dell'Università. Il suo comportamento è costante motivo di imbarazzo per la figlia. È stata sposata con Rex Perkins, che ha lasciato dopo aver scoperto che era un tossicodipendente. È molto amica e coinquilina dell'ex carcerato e musicista aiutato da Marti. Ha stretto un ottimo legame con Travis, ospitandolo in casa sua dopo la sua scarcerazione ed anche con la figliastra Deidre, che sebbene somigli al suo ex-marito, aveva gli stessi suoi risentimenti verso l'uomo di cui disprezzava gli stessi comportamenti.

### Personaggi ricorrenti
- Deirdre, interpretata da AJ Michalka, doppiata da Alessia Amendola.
Ragazza che Marti incontrerà in un negozio di dischi e con cui inizierà ad avere una forte amicizia. Si rivela essere la sua sorellastra.
- Charlotte Monroe, interpreteta da Emma Lahana.
Sorella di Savannah, capitano della squadra di cheerleader della Memphis Christian. Critica continuamente la sorella, ma il suo rapporto con quest'ultima migliorerà quando scoprirà di stare per avere un bambino da Noah, ex di Savannah.
- Rex Perkins.
Padre di Marti e Deirdre ed ex marito di Wanda. È stato un musicista, ed aveva anche una band. Ha scritto una canzone dal titolo "Take my hand" per la nascita di sua figlia.

## Episodi
| Stagione       | Episodi | Prima TV originale | Prima TV Italia |
| -------------- | ------- | ------------------ | --------------- |
| Prima stagione | 22      | 2010-2011          | 2011            |